# Brémoncourt
Brémoncourt település Franciaországban, Meurthe-et-Moselle megyében. Lakosainak száma 167 fő (2022. január 1.). Brémoncourt Domptail-en-l’Air, Einvaux, Froville, Haigneville és Méhoncourt községekkel határos.

## Népesség
A település népességének változása:
| Lakosok száma | 137  | 151  | 144  | 156  | 155  | 161  | 167  | 167  | 167  | 167  |
|               | 1968 | 1982 | 1990 | 2006 | 2013 | 2015 | 2017 | 2019 | 2020 | 2022 |